# آقیازی (شکی)
آقیازی (به لاتین: Ağyazı) یک منطقه مسکونی در جمهوری آذربایجان است که در شهرستان شکی واقع شده‌است.